# Ixodes peromysci
Ixodes peromysci este o specie de căpușe din genul Ixodes, familia Ixodidae, descrisă de Augustson în anul 1940. Conform Catalogue of Life specia Ixodes peromysci nu are subspecii cunoscute.